# Comtois

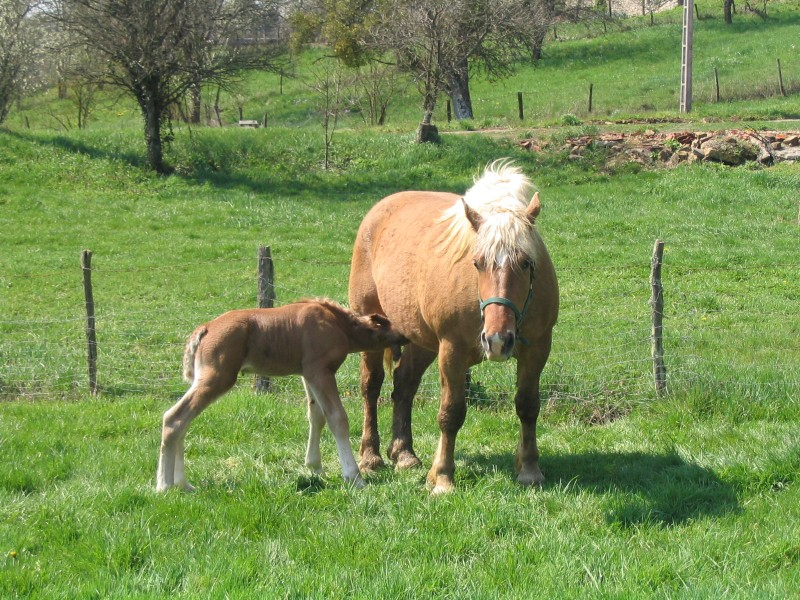
Klacz rasy Comtois ze źrebakiem

Comtois – rasa koni zimnokrwistych pochodząca z Francji.

## Budowa,pokrój,eksterier
Koń średniego kalibru. Głowa dość masywna, średniej wielkości, o przyjaznym wyrazie. Szyja krótka, silnie umięśniona. Prawidłowa partia łopatek. Kłąb wyraźnie zaznaczony. 
Można go poznać po jasnej grzywie i elegancji. Pokrój jest harmonijny, grzbiet krótki, lędźwie mocne, zad mięsisty, a nogi jędrne.
Wysokość w kłębie: zwykle ok. 155 cm, ok. 150 - 160 cm.
Masa ciała: ok. 800 kg. Waga waha się od 600 do 800 kg.
Maść: kasztanowata jaśniejsza lub ciemniejsza.

## Historia, pochodzenie
Rasa ta wywodzi się od ciężkich koni germańskich, przyprowadzonych na tereny dzisiejszego Franche-Comté przez Burgundów w VI wieku.

## Użytkowanie
Comtois stracił swą dawną funkcję użytkową - nie pracuje w transporcie ani nie służy w wojsku. Nieliczne konie nadal są wykorzystywane w górskich lasach do ciągnięcia drewna. Służą też czasem jako konie rekreacyjne, zaprzęgowe oraz jako wierzchowce wykorzystywane w hipoterapii. Oprócz tego wciąż są zwierzętami rzeźnymi.

## Temperament
Spokojny, odważmy, chętny do pracy, mało wymagający i wyjątkowo wytrzymały.